# The Robots of Death
The Robots of Death (Los robots de la muerte) es el quinto serial de la 14.ª temporada de la serie británica de ciencia ficción Doctor Who, emitido originalmente en cuatro episodios semanales del 29 de enero al 19 de febrero de 1977.

## Argumento
El Doctor y Leela llegan a través de TARDIS en "Storm Mine 4", un gran vehículo minero que se arrastra por las arenas y que se usa para recolectar valiosos minerales de un planeta desértico traído a la superficie por poderosas tormentas de arena. Encuentran que el vehículo tiene una tripulación humana mínima que supervisa el trabajo doméstico realizado por numerosos robots, que se dividen en tres clases: "Dum" que no puede hablar, "Voc" que interactúa con los humanos, y "Super Voc" que gestionan el otros robots
El Doctor y Leela llegaron poco después del descubrimiento del cadáver de uno de los tripulantes humanos, recientemente asesinado. El Doctor ofrece ayudar a encontrar al asesino y probar su inocencia. Durante la búsqueda, Leela se encuentra con D84, un Dum capaz de hablar. La investigación se interrumpe cuando dos miembros más de la tripulación son encontrados asesinados, y el Doctor y Leela están asegurados. Sin embargo, el miembro de la tripulación Poul duda de la participación del Doctor o Leela, y cuando Poul encuentra al Comandante Uvanov de pie sobre el cadáver de otra víctima más, les permite irse libres, convencidos de que Uvanov era culpable.
Los motores del vehículo se descontrolan, amenazando a la tripulación, y descubren que el ingeniero del barco Borg parece ser otra víctima de asesinato. El Doctor ayuda a regular los motores para sacarlos del peligro, mientras que Dask se queda atrás para reparar el daño a los controles. El Doctor y Leela continúan investigando los asesinatos, con el Doctor convencido de que uno de los robots está detrás. Leela lo lleva a encontrarse con D84, y D84 explica que él y Poul fueron plantados en el vehículo como una medida de precaución contra una revolución de robots que puede ser iniciada por Taren Capel, un científico que había sido criado por robots y con delirios de poder. D84 se une a ellos para buscar el vehículo, y descubren un laboratorio secreto donde los otros robots han sido reprogramados para matar humanos. Sospechando que Taren está a bordo, el Doctor le pide a todos los humanos que se reúnan con ellos en el puente.
Sin embargo, Dask se niega, y se revela a sí mismo como Taren; apaga todos los robots, excepto los que había reprogramado (con la excepción de D84), y ordena a Super Voc SV7 que comience a perseguir a los humanos restantes. Mientras Poul y D84 ayudan a proteger a los demás, el Doctor y Leela regresan al taller de Taren y encuentran un robot dañado con sangre de Borg; el Doctor supone que Borg se había dado cuenta de la amenaza de Taren e intentó sabotear el barco a propósito para poner fin al esfuerzo de Taren. El Doctor usa las piezas de repuesto para construir un desactivador que apagará todos los robots a corta distancia, y luego instruye a Leela que se esconda con un bote de gas helio para usar cuando vuelva Taren.
Taren es atraído al laboratorio por el Doctor y el D84, y el D84 se sacrifica para usar el desactivador para apagar al SV7 y a sí mismo. Taren comienza a dar órdenes a los otros robots, pero Leela abre el recipiente, hace que la voz de Taren se vuelva aguda y no reconocida por los robots restantes, y avanzan y lo matan. El Doctor ayuda a cerrar todos los robots y revertir la programación de Taren. Después de asegurar que Poul y los demás están a salvo y que la ayuda está en camino, el Doctor y Leela se van.

### Continuidad
En este serial hace su última aparición la sala de control secundaria de la TARDIS de madera. En esta historia se revela que el Doctor es inmune a los efectos que tiene el helio en la voz dado que su sistema respiratorio tiene bypass

## Producción
| Episodio          | Fecha de emisión      | Duración | Espectadores en millones | Estado en el archivo  |
| ----------------- | --------------------- | -------- | ------------------------ | --------------------- |
| Episodio 1        | 29 de enero de 1977   | 24:06    | 12,8                     | Cinta original en PAL |
| Episodio 2        | 5 de febrero de 1977  | 24:15    | 12,4                     | Cinta original en PAL |
| Episodio 3        | 12 de febrero de 1977 | 23:51    | 13,1                     | Cinta original en PAL |
| Episodio 4        | 19 de febrero de 1977 | 23:42    | 12,6                     | Cinta original en PAL |
| [ 1 ] [ 2 ] [ 3 ] |                       |          |                          |                       |

Entre los títulos provisionales de la historia se incluyen Planet of the Robots (El planeta de los robots) y The Storm-mine Murders (Los asesinatos de la mina de la tormenta). El decorado de la cabina principal de la nave se había usado anteriormente en la historia Planet of Evil.
El guion hizo varias referencias a la robofobia (miedo irracional a los robots) como el "Síndrome de Grimwade". Esto era una broma interna que hacía referencia a Peter Grimwade, un asistente de producción que dirigió algunas de las escenas en película del episodio. Grimwade había lamentado frecuentemente que siempre estaba trabajando en material sobre robots.

## Lanzamientos comerciales
La historia se publicó en VHS en formato ómnibus en abril de 1986 y en formato episódico en febrero de 1995. En DVD se publicó en noviembre de 2000. Una edición especial en DVD con nuevos extras se publicó en Reino Unido el 13 de febrero de 2012 en la tercera de las publicaciones de la compilación Revisitations.